# ハウイー・ダルマー
ハワード・ダルマー (Howard Dallmar, 1922年5月24日 - 1991年12月19日) は、アメリカ合衆国の元プロバスケットボール選手、指導者。身長193cm、体重90kg。ポジションはフォワード。1947-48シーズンにアシスト王を獲得した。

## 経歴
ダルマーは1942年にスタンフォード大学を全米優勝に導き、自身はトーナメントMVPを受賞した。その後ペンシルベニア大学に転校し、1945年にオールアメリカ2ndチームに選ばれた。
大学卒業後、ダルマーはBAAのフィラデルフィア・ウォリアーズに入団した。1年目の1946-47シーズン、得点王ジョー・ファルクスを擁したウォリアーズはプレーオフを勝ち抜き、ファイナルでシカゴ・スタッグズを破って初代BAAチャンピオンに輝いた。
翌1947-48シーズン、ダルマーは平均12.2得点2.5アシストを記録してアシスト王を獲得し、ファルクスとともにオールBAA1stチームに選ばれた。チームは2年連続でファイナルに進出したがボルティモア・ブレッツに敗れた。3年目の1948-49シーズンはキャリアハイとなる平均3.1アシストをあげたものの38試合の出場に留まった。このシーズンを最後にダルマーは現役を引退した。BAAでの成績は146試合に出場して通算1,408得点340アシスト（平均9.6得点2.3アシスト）であった。
ダルマーはまだ現役選手であった1948年に母校ペンシルベニア大学のヘッドコーチに就任し、6シーズン指揮した。在任中の1953年にはチームをNCAAトーナメントに導いた。1954年にもう1つの母校であるスタンフォード大学に招聘され、その後21年に渡ってヘッドコーチを務めた。カレッジでのコーチング戦績は27シーズンで361勝315敗（勝率.534）であった。
ダルマーは1991年にうっ血性心不全のため69歳で死去した。

## 個人成績
| †    | BAAチャンピオン |
| 太字 | キャリアハイ    |

### レギュラーシーズン
| Season   | Team   | GP  | FG%  | FT%  | APG | PPG  |
| -------- | ------ | --- | ---- | ---- | --- | ---- |
| 1946–47† | PHW    | 60  | .280 | .640 | 1.7 | 8.8  |
| 1947–48  | PHW    | 48  | .275 | .744 | 2.5 | 12.2 |
| 1948–49  | PHW    | 38  | .307 | .716 | 3.1 | 7.7  |
| Career   | Career | 146 | .283 | .698 | 2.3 | 9.6  |

### プレーオフ
| Year   | Team   | GP | FG%  | FT%  | APG | PPG |
| ------ | ------ | -- | ---- | ---- | --- | --- |
| 1947†  | PHW    | 10 | .250 | .750 | 1.6 | 8.2 |
| 1948   | PHW    | 13 | .213 | .625 | 2.8 | 8.2 |
| 1949   | PHW    | 2  | .222 | .714 | 2.0 | 6.5 |
| Career | Career | 25 | .227 | .684 | 2.3 | 8.0 |